# Strumigenys semicompta
Strumigenys semicompta (лат.) — вид мелких земляных муравьёв из подсемейства Myrmicinae. Австралия, Индонезия, Новая Гвинея.

## Описание
Мелкие муравьи (около 2 мм) с сердцевидной головой, расширенной кзади. Мандибулы короткие треугольные (с несколькими зубцами, обычно 5). Сходен с Strumigenys flagellata, от которого отличается отсутствием длинных щетинок на верхнем краю усиковых броздок и на плечевых углах переднеспинки. Пронотум окаймлён дорзолатерально. Глаза на виде спереди не видны, так как скрыты в усиковых бороздках. Стебелёк между грудкой и брюшком состоит из двух члеников: петиолюса и постпетиолюса (последний четко отделен от брюшка), жало развито, куколки голые (без кокона). Специализированные охотники на коллембол. Вид был впервые описан в 1959 году американским мирмекологом Уильямом Брауном (Brown William L. Jr., 1922—1997) под первоначальным названием Codiomyrmex semicomptus Brown, 1959, а позднее также включался в состав родов Glamyromyrmex и Pyramica.